# ديسكوغرافيا نيرفانا
تتألف ديسكوغرافيا فرقة الروك البديل الأمريكية نيرفانا من ثلاثة ألبومات إستديو، وواحد وعشرين أغنية مفردة، وثلاثة ألبومات مباشرة، واثنان أي بي، وأربع ألبومات تجميعية، ومجموعتا صناديق.

## الألبومات

### ألبومات إستديو
| السنة | تفاصيل الألبوم                                                                           | الترتيب على قوائم المبيعات | الترتيب على قوائم المبيعات | الترتيب على قوائم المبيعات | الترتيب على قوائم المبيعات | الترتيب على قوائم المبيعات | الترتيب على قوائم المبيعات | الترتيب على قوائم المبيعات | الترتيب على قوائم المبيعات | الترتيب على قوائم المبيعات | الترتيب على قوائم المبيعات | الترتيب على قوائم المبيعات | الترتيب على قوائم المبيعات | المبيعات                                          | شهادات (عتبات المبيعات ‏) |
| السنة | تفاصيل الألبوم                                                                           | الولايات المتحدة           | أستراليا                   | النمسا                     | كندا                       | فنلندا                     | اليابان                    | هولندا ‏                    | نيوزيلندا                  | النرويج                    | السويد                     | سويسرا                     | المملكة المتحدة            | المبيعات                                          | شهادات (عتبات المبيعات ‏) |
| ----- | ---------------------------------------------------------------------------------------- | -------------------------- | -------------------------- | -------------------------- | -------------------------- | -------------------------- | -------------------------- | -------------------------- | -------------------------- | -------------------------- | -------------------------- | -------------------------- | -------------------------- | ------------------------------------------------- | --- |
| 1989  | بليتش - إصدار: 15 يونيو 1989 - علامة: ساب بوب (SP-34) - صيغ: سي دي، كاسيت (سي إس) إل بي، | 89                         | 34                         | 26                         | —                          | 24                         | 46                         | —                          | 30                         | —                          | —                          | —                          | 33                         | - الولايات المتحدة: 1.7 مليون                     | - الولايات المتحدة: بلاتينية - كندا ‏: ذهبية - فرنسا: 2× ذهبية - المملكة المتحدة: بلاتينية |
| 1991  | نيفرمايند - إصدار: 24 سبتمبر 1991 - علامة: دي جي سي (24425) - صيغ: سي دي، سي إس، إل بي   | 1                          | 1                          | 2                          | 1                          | 1                          | 24                         | 3                          | 2                          | 2                          | 1                          | 2                          | 5                          | - الولايات المتحدة: 11.5 مليون - العالم: 30 مليون | - الولايات المتحدة: ماسية - أستراليا: 5× بلاتينية - النمسا: بلاتينية - البرازيل: بلاتينية - كندا: ماسية - الدنمارك: 5× بلاتينية - فنلندا: ذهبية - فرنسا: ماسية - ألمانيا: 2× بلاتينية - السويد: ذهبية - سويسرا: بلاتينية - المملكة المتحدة: 4× بلاتينية |
| 1993  | إن يوتيرو - إصدار: 21 سبتمبر 1993 - علامة: دي جي سي (24607) - صيغ: سي دي، سي إس، إل بي   | 1                          | 2                          | 8                          | 3                          | 5                          | 13                         | 4                          | 3                          | 7                          | 1                          | 16                         | 1                          | - الولايات المتحدة: 5.0 مليون - العالم: 15 مليون  | - الولايات المتحدة: 5× بلاتينية - النمسا: ذهبية - أستراليا: 2× بلاتينية - البرازيل: ذهبية - كندا: 6× بلاتينية - فرنسا: بلاتينية - ألمانيا: ذهبية - نيوزيلندا: 3 x بلاتينية - النرويج: ذهبية - السويد: ذهبية - المملكة المتحدة: بلاتينية                 |

### ألبومات مباشرة
| السنة | تفاصيل الألبوم | الترتيب على قوائم المبيعات | الترتيب على قوائم المبيعات | الترتيب على قوائم المبيعات | الترتيب على قوائم المبيعات | الترتيب على قوائم المبيعات | الترتيب على قوائم المبيعات | الترتيب على قوائم المبيعات | الترتيب على قوائم المبيعات | الترتيب على قوائم المبيعات | الترتيب على قوائم المبيعات | الترتيب على قوائم المبيعات | الترتيب على قوائم المبيعات | مبيعات                          | شهادات (عتبات المبيعات) |
| السنة | تفاصيل الألبوم | الولايات المتحدة           | أستراليا                   | النمسا                     | كندا                       | فنلندا                     | اليابان                    | هولندا                     | نيوزيلندا                  | النرويج                    | السويد                     | سويسرا                     | المملكة المتحدة            | مبيعات                          | شهادات (عتبات المبيعات) |
| ----- | --- | -------------------------- | -------------------------- | -------------------------- | -------------------------- | -------------------------- | -------------------------- | -------------------------- | -------------------------- | -------------------------- | -------------------------- | -------------------------- | -------------------------- | ------------------------------- | --- |
| 1994  | إم تي في انبلجد إن نيويورك - إصدار: 1 نوفمبر 1994 - علامات: دي جي سي، جيفين (24727) - صيغ: سي دي، سي إس، إل بي          | 1                          | 1                          | 1                          | 1                          | 3                          | 20                         | 2                          | 1                          | 6                          | 2                          | 3                          | 1                          | - الولايات المتحدة: 6.8 مليون+  | - الولايات المتحدة: 5× بلاتينية - أستراليا: 5× بلاتينية - النمسا: 2× بلاتينية - البرازيل: بلاتينية - كندا: 9× بلاتينية - EU: 2× بلاتينية - فنلندا: ذهبية - فرنسا: 2× بلاتينية - النرويج: بلاتينية - إسبانيا: 2× بلاتينية - السويد: ذهبية - سويسرا: 2× بلاتينية - المملكة المتحدة: 2× بلاتينية |
| 1996  | فروم ذا مادي بانكس أوف ذا ويشكا - إصدار: 1 أكتوبر 1996 - علامات: دي جي سي، جيفين (25105) - صيغ: سي دي، سي إس، إل بي     | 1                          | 1                          | 3                          | 1                          | 2                          | 12                         | 14                         | 2                          | 8                          | 6                          | 9                          | 4                          | - الولايات المتحدة: 1.15 مليون+ | - الولايات المتحدة: بلاتينية - النمسا: ذهبية - كندا: 2× بلاتينية - فرنسا: 2× ذهبية - المملكة المتحدة: ذهبية |
| 2009  | لايف آت ريدينغ - إصدار: 3 نوفمبر 2009 - العلامة: جيفين (B0013503-02) (B0013501-00) - الصيغ: سي دي، سي دي+دي في دي، 2×LP | 37                         | —                          | 28                         | 17                         | —                          | 7                          | 64                         | 33                         | 28                         | —                          | 97                         | 32                         |                                 | - المملكة المتحدة: فضية |

### ألبومات تجميعية
| السنة                                                                                           | تفاصيل الألبوم | الترتيب على قوائم المبيعات | الترتيب على قوائم المبيعات | الترتيب على قوائم المبيعات | الترتيب على قوائم المبيعات | الترتيب على قوائم المبيعات | الترتيب على قوائم المبيعات | الترتيب على قوائم المبيعات | الترتيب على قوائم المبيعات | الترتيب على قوائم المبيعات | الترتيب على قوائم المبيعات | الترتيب على قوائم المبيعات | الترتيب على قوائم المبيعات | المبيعات                        | شهادات (عتبات المبيعات) |
| السنة                                                                                           | تفاصيل الألبوم | الولايات المتحدة           | أستراليا                   | النمسا                     | كندا                       | فنلندا                     | اليابان                    | هولندا                     | نيوزيلندا                  | النرويج                    | السويد                     | سويسرا                     | المملكة المتحدة            | المبيعات                        | شهادات (عتبات المبيعات) |
| ----------------------------------------------------------------------------------------------- | --- | -------------------------- | -------------------------- | -------------------------- | -------------------------- | -------------------------- | -------------------------- | -------------------------- | -------------------------- | -------------------------- | -------------------------- | -------------------------- | -------------------------- | ------------------------------- | --- |
| 1992                                                                                            | إنسيستيسايد - إصدار: 12 ديسمبر 1992 - علامات: ساب بوب، دي جي سي (24504) - صيغ: سي دي، سي إس، إل بي                       | 39                         | 22                         | 10                         | 21                         | 18                         | 50                         | 31                         | 23                         | —                          | 27                         | 18                         | 14                         | - الولايات المتحدة: 1.13 مليون+ | - الولايات المتحدة: بلاتينية - كندا: 2× بلاتينية - فرنسا: ذهبية - المملكة المتحدة: بلاتينية |
| 2002                                                                                            | نيرفانا - إصدار: 29 أكتوبر 2002 - علامات: دي جي سي، جيفين (25105) - صيغ: سي دي، سي إس، إل بي                             | 3                          | 1                          | 1                          | 2                          | 9                          | 6                          | 12                         | 2                          | 5                          | 10                         | 2                          | 3                          | - الولايات المتحدة: 634,000+    | - الولايات المتحدة: بلاتينية - أستراليا: 5× بلاتينية - النمسا: بلاتينية - البرازيل: بلاتينية - EU: 2× بلاتينية - فنلندا: ذهبية - فرنسا: ذهبية - النرويج: بلاتينية - إسبانيا: ذهبية - السويد: ذهبية - سويسرا: بلاتينية - المملكة المتحدة: 3× بلاتينية |
| 2005                                                                                            | Sliver: The Best of the Box - إصدار: 1 نوفمبر 2005 - علامات: دي جي سي، جيفين (000561702)، يونيفرسال (1190) - صيغة: سي دي | 21                         | 95                         | 26                         | —                          | —                          | 33                         | —                          | —                          | —                          | —                          | 87                         | 56                         | - الولايات المتحدة: 380,000+    | |
| 2010                                                                                            | ايكون - إصدار: 31 أغسطس 2010 - علامة: يونيفرسال - صيغة: سي دي                                                            | —                          | —                          | —                          | —                          | —                          | —                          | —                          | —                          | —                          | —                          | —                          | —                          |                                 | |
| "—" تشير إلى الإصدارات الموسيقية التي لم تصل إلى قوائم ترتيب المبيعات أو لم تصدر في تلك المنطقة | |                            |                            |                            |                            |                            |                            |                            |                            |                            |                            |                            |                            |                                 | |

## مجموعات الصندوق
| السنة                                                                                            | تفاصيل الألبوم | الترتيب على قوائم المبيعات | الترتيب على قوائم المبيعات | الترتيب على قوائم المبيعات | الترتيب على قوائم المبيعات | الترتيب على قوائم المبيعات | الترتيب على قوائم المبيعات | الترتيب على قوائم المبيعات | الترتيب على قوائم المبيعات | الترتيب على قوائم المبيعات | الترتيب على قوائم المبيعات | الترتيب على قوائم المبيعات | الترتيب على قوائم المبيعات | المبيعات                     | شهادات (عتبات المبيعات)                              |
| السنة                                                                                            | تفاصيل الألبوم | الولايات المتحدة           | أستراليا                   | النمسا                     | كندا                       | فرنسا                      | اليابان                    | هولندا                     | نيوزيلندا                  | النرويج                    | السويد                     | سويسرا                     | المملكة المتحدة            | المبيعات                     | شهادات (عتبات المبيعات)                              |
| ------------------------------------------------------------------------------------------------ | --- | -------------------------- | -------------------------- | -------------------------- | -------------------------- | -------------------------- | -------------------------- | -------------------------- | -------------------------- | -------------------------- | -------------------------- | -------------------------- | -------------------------- | ---------------------------- | ---------------------------------------------------- |
| 1995                                                                                             | Singles - إصدار: ديسمبر 1995 - علامات: دي جي سي، جيفين (24901) - صيغة: 6×CD مجموعة صندوقية                                                                            | —                          | —                          | —                          | —                          | 17                         | —                          | —                          | —                          | —                          | —                          | —                          | 101                        |                              |                                                      |
| 2004                                                                                             | With the Lights Out - إصدار: 23 نوفمبر 2004 - علامات: دي جي سي، جيفين (000372700)، مجموعة يونيفرسال الموسيقية (9864838) - صيغ: 3×سي دي+ مجموعة صندوقية بصيغة دي في دي | 19                         | —                          | 34                         | 10                         | 20                         | 16                         | 65                         | 39                         | 31                         | —                          | 28                         | 56                         | - الولايات المتحدة: 504,000+ | - الولايات المتحدة: بلاتينية - المملكة المتحدة: فضية |
| 2011                                                                                             | نيفرمايند: The Singles - إصدار: 25 نوفمبر 2011 - علامة: يونيفرسال - صيغة: 4 x 10" vinyl box set                                                                       | —                          | —                          | —                          | —                          | —                          | —                          | —                          | —                          | —                          | —                          | —                          | —                          |                              |                                                      |
| "—" تشير إلى الإصدارات الموسيقية التي لم تصل إلى قوائم ترتيب المبيعات أو لم تصدر في تلك المنطقة. | |                            |                            |                            |                            |                            |                            |                            |                            |                            |                            |                            |                            |                              |                                                      |

## إي بي
| السنة                                                                                            | EP details                                                                           | Chart positions | Chart positions | ملاحظات |
| السنة                                                                                            | EP details                                                                           | أستراليا        | JPN             | ملاحظات |
| ------------------------------------------------------------------------------------------------ | ------------------------------------------------------------------------------------ | --------------- | --------------- | --- |
| 1989                                                                                             | Blew - إصدار: December 1989 - علامة: Tupelo - Formats: 12 إنش، CD                    | —               | —               | Blew was intended to be released to promote an upcoming European tour, but this plan was scrapped, and the EP ended up being released exclusively in the UK shortly after its completion.                                                                |
| 1992                                                                                             | Hormoaning - إصدار: January 1992 - علامات: دي جي سي، جيفين - صيغ: 12-inch، CD، سي إس | 2               | 67              | Hormoaning was released only in أستراليا واليابان, with two different covers accompanying the release in each country, to promote the band's tour of the حافة المحيط الهادي. Hormoaning was re-released for Record Store Day 2011, as a limited edition. |
| "—" تشير إلى الإصدارات الموسيقية التي لم تصل إلى قوائم ترتيب المبيعات أو لم تصدر في تلك المنطقة. |                                                                                      |                 |                 | |

## الأغاني المفردة

### الأغاني المفردة التي بيعت بالتجزئة
| سنة                                                                                              | أغنية                         | أعلى مرتبة بلغتها الأغنية على قوائم المبيعات | أعلى مرتبة بلغتها الأغنية على قوائم المبيعات | أعلى مرتبة بلغتها الأغنية على قوائم المبيعات | أعلى مرتبة بلغتها الأغنية على قوائم المبيعات | أعلى مرتبة بلغتها الأغنية على قوائم المبيعات | أعلى مرتبة بلغتها الأغنية على قوائم المبيعات | أعلى مرتبة بلغتها الأغنية على قوائم المبيعات | أعلى مرتبة بلغتها الأغنية على قوائم المبيعات | أعلى مرتبة بلغتها الأغنية على قوائم المبيعات | أعلى مرتبة بلغتها الأغنية على قوائم المبيعات | أعلى مرتبة بلغتها الأغنية على قوائم المبيعات | أعلى مرتبة بلغتها الأغنية على قوائم المبيعات | أعلى مرتبة بلغتها الأغنية على قوائم المبيعات | شهادات | ألبوم                      |
| سنة                                                                                              | أغنية                         | الولايات المتحدة                             | US Main ‏                                     | US Mod ‏                                      | أستراليا                                     | بلجيكا                                       | كندا                                         | فنلندا                                       | فرنسا                                        | أيرلندا                                      | هولندا                                       | نيوزيلندا                                    | السويد                                       | المملكة المتحدة                              | شهادات | ألبوم                      |
| ------------------------------------------------------------------------------------------------ | ----------------------------- | -------------------------------------------- | -------------------------------------------- | -------------------------------------------- | -------------------------------------------- | -------------------------------------------- | -------------------------------------------- | -------------------------------------------- | -------------------------------------------- | -------------------------------------------- | -------------------------------------------- | -------------------------------------------- | -------------------------------------------- | -------------------------------------------- | --- | -------------------------- |
| 1988                                                                                             | "Love Buzz"[I]                | —                                            | —                                            | —                                            | —                                            | —                                            | —                                            | —                                            | —                                            | —                                            | —                                            | —                                            | —                                            | —                                            | | بليتش                      |
| 1990                                                                                             | "Sliver"[II]                  | —                                            | —                                            | 19                                           | —                                            | —                                            | —                                            | —                                            | —                                            | 23                                           | —                                            | —                                            | —                                            | 90                                           | | أغنية منفردة دون ألبوم     |
| 1991                                                                                             | "سميلز لايك تين سبيرت"        | 6                                            | 7                                            | 1                                            | 5                                            | 1                                            | 9                                            | 9                                            | 1                                            | 15                                           | 3                                            | 1                                            | 3                                            | 7                                            | - الولايات المتحدة: بلاتينية (physical) - الولايات المتحدة: ذهبية (النسخة الرقمية) - المملكة المتحدة: بلاتينية | نيفرمايند                  |
| 1992                                                                                             | "كام آز يو آر"                | 32                                           | 3                                            | 3                                            | 25                                           | 15                                           | 27                                           | 12                                           | 12                                           | 7                                            | 16                                           | 3                                            | 24                                           | 9                                            | - المملكة المتحدة: فضية                                                                                        | نيفرمايند                  |
| 1992                                                                                             | "ليثيوم"                      | 64                                           | 16                                           | 25                                           | 54                                           | 28                                           | 83                                           | 3                                            | —                                            | 5                                            | 17                                           | 28                                           | —                                            | 11                                           | | نيفرمايند                  |
| 1992                                                                                             | "إن بلووم"                    | —                                            | 5                                            | —                                            | 73                                           | —                                            | —                                            | —                                            | —                                            | 7                                            | 87                                           | 20                                           | 30                                           | 28                                           | | نيفرمايند                  |
| 1993                                                                                             | "هارت شيبد بوكس"              | —                                            | 4                                            | 1                                            | 21                                           | 31                                           | 17                                           | 14                                           | 37                                           | 6                                            | 36                                           | 9                                            | 16                                           | 5                                            | | إن يوتيرو                  |
| 1993                                                                                             | "أول أبولوجيز"/ "ريب مي"[III] | 45[IV]                                       | 4                                            | 1                                            | 58                                           | 43                                           | 41                                           | —                                            | 20                                           | 20                                           | —                                            | 32                                           | —                                            | 32                                           | | إن يوتيرو                  |
| 1994                                                                                             | "Pennyroyal Tea"              | 1[V]                                         | —                                            | —                                            | —                                            | —                                            | —                                            | —                                            | —                                            | —                                            | —                                            | —                                            | —                                            | 4[V]                                         | | إن يوتيرو                  |
| 1994                                                                                             | "About a Girl"[VI]            | 22[VII]                                      | 3                                            | 1                                            | 4                                            | 13                                           | 10                                           | 8                                            | 23                                           | —                                            | 22                                           | —                                            | 20                                           | —                                            | | إم تي في انبلجد إن نيويورك |
| 2002                                                                                             | "You Know You're Right"[VIII] | 45                                           | 1                                            | 1                                            | —                                            | —                                            | —                                            | —                                            | —                                            | —                                            | —                                            | —                                            | —                                            | —                                            | | نيرفانا                    |
| "—" تشير إلى الإصدارات الموسيقية التي لم تصل إلى قوائم ترتيب المبيعات أو لم تصدر في تلك المنطقة. |                               |                                              |                                              |                                              |                                              |                                              |                                              |                                              |                                              |                                              |                                              |                                              |                                              |                                              | |                            |

- I ^ The "Love Buzz" single was limited to 1000 numbered retail copies and 200 promotional copies.
- II ^ Though "Sliver" was initially released as a standalone single on Sub Pop in 1990, it did not chart in Ireland until after the success of the Nevermind album and did not chart in the United States until its appearance on the DGC-released Incesticide compilation album.
- III ^ "All Apologies" and "Rape Me" were released together as a double A-side  [لغات أخرى]‏ single and therefore the singles chart positions apply to both songs but the airplay charts only apply to "All Apologies".
- IV ^ "All Apologies" did not chart on the Billboard Hot 100 but peaked at number 45 on the Billboard Hot 100 Airplay chart.[67]
- V ^ The "Pennyroyal Tea" single was cancelled after the death of Kurt Cobain in 1994, but it charted at number 1 on the Billboard Hot 100 Singles Sales chart when re-released for Record Store Day in 2014.[68] It also charted at number 4 on the UK Physical Singles Sales chart when re-released in 2014.[69]
- VI ^ The "About a Girl" retail single was released only in Europe and Australia, but the song was released to radio in the US.
- VII ^ "About a Girl" did not chart on the Billboard Hot 100 but peaked at number 22 on the Billboard Hot 100 Airplay chart.[67]
- VIII ^ "You Know You're Right" was released as a downloadable and promotional single only.

### الأغاني المفردة الترويجية
| سنة                                                                                              | أغنية                       | الترتيب على قوائم الأغاني الأكثر تكراراً في البث الإذاعي | الترتيب على قوائم الأغاني الأكثر تكراراً في البث الإذاعي | الترتيب على قوائم الأغاني الأكثر تكراراً في البث الإذاعي | الترتيب على قوائم الأغاني الأكثر تكراراً في البث الإذاعي | الترتيب على قوائم الأغاني الأكثر تكراراً في البث الإذاعي | الترتيب على قوائم الأغاني الأكثر تكراراً في البث الإذاعي | الترتيب على قوائم الأغاني الأكثر تكراراً في البث الإذاعي | الترتيب على قوائم الأغاني الأكثر تكراراً في البث الإذاعي | الألبوم                         |
| سنة                                                                                              | أغنية                       | US Air ‏                                                 | US Main                                                 | US Mod                                                  | بلجيكا                                                  | كندا                                                    | كندا (الموسيقى البديلة)                                 | فنلندا                                                  | فرنسا                                                   | الألبوم                         |
| ------------------------------------------------------------------------------------------------ | --------------------------- | ------------------------------------------------------- | ------------------------------------------------------- | ------------------------------------------------------- | ------------------------------------------------------- | ------------------------------------------------------- | ------------------------------------------------------- | ------------------------------------------------------- | ------------------------------------------------------- | ------------------------------- |
| 1991                                                                                             | "On a Plain"[V]             | —                                                       | —                                                       | 25                                                      | —                                                       | —                                                       | —                                                       | —                                                       | —                                                       | نيفرمايند                       |
| 1992                                                                                             | "موليز ليبس"[VI]            | —                                                       | —                                                       | —                                                       | —                                                       | —                                                       | —                                                       | —                                                       | —                                                       | إنسيستيسايد                     |
| 1994                                                                                             | "الرجل الذي باع العالم"     | 39                                                      | 12                                                      | 6                                                       | 40                                                      | 22                                                      | —                                                       | —                                                       | 34                                                      | إم تي في انبلجد إن نيويورك      |
| 1994                                                                                             | "وير ديد يو سليب لاست نايت" | —                                                       | —                                                       | —                                                       | —                                                       | —                                                       | —                                                       | —                                                       | 62                                                      | إم تي في انبلجد إن نيويورك      |
| 1994                                                                                             | "Lake of Fire"              | —                                                       | 22                                                      | —                                                       | —                                                       | —                                                       | 17                                                      | —                                                       | —                                                       | إم تي في انبلجد إن نيويورك      |
| 1996                                                                                             | "أنيوريزم"                  | 63                                                      | 11                                                      | 13                                                      | —                                                       | 49                                                      | 1                                                       | 40                                                      | —                                                       | فروم ذا مادي بانكس أوف ذا ويشكا |
| 1996                                                                                             | "درين يو"                   | —                                                       | —                                                       | —                                                       | —                                                       | —                                                       | —                                                       | —                                                       | —                                                       | فروم ذا مادي بانكس أوف ذا ويشكا |
| "—" تشير إلى الإصدارات الموسيقية التي لم تصل إلى قوائم ترتيب المبيعات أو لم تصدر في تلك المنطقة. |                             |                                                         |                                                         |                                                         |                                                         |                                                         |                                                         |                                                         |                                                         |                                 |

- V ^ صدرت فقط في الولايات المتحدة.
- VI ^ لم تصدر سوى في البرازيل.

### أغاني منفردة منفصلة
| 1991                                                                                             | "كاندي/موليز ليبس"              | The Fluid     | —  |
| 1991                                                                                             | "هير شي كامز ناو/فينوس إن فيرز" | The Melvins   | —  |
| 1993                                                                                             | "بوس/أو ذا غيلت"                | ذا جيزس ليزرد | 12 |
| "—" تشير إلى الإصدارات الموسيقية التي لم تصل إلى قوائم ترتيب المبيعات أو لم تصدر في تلك المنطقة. |                                 |               |    |

## موسيقى مصورة
| سنة  | الأغنية                   | المخرج        |
| ---- | ------------------------- | ------------- |
| 1990 | "إن بلووم" (نسخة ساب بوب) | ستيف براون    |
| 1991 | "رائحة مثل روح مراهق"     | صامويل باير   |
| 1992 | "كام آز يو آر"            | كيفين كيرسليك |
| 1992 | "ليثيوم"                  | كيفين كيرسليك |
| 1992 | "إن بلووم"                | كيفين كيرسليك |
| 1993 | "سليفر"                   | كيفين كيرسليك |
| 1993 | "هارت شيبد بوكس"          | أنطون كربيجن  |
| 2002 | "يو نو يور رايت"          | كريس هافنير   |

## ألبومات الفيديو
| سنة                                                                                              | عنوان | المرتبة على قوائم المبيعات | المرتبة على قوائم المبيعات | المرتبة على قوائم المبيعات | المرتبة على قوائم المبيعات | المرتبة على قوائم المبيعات | شهادات |
| سنة                                                                                              | عنوان | الولايات المتحدة           | أستراليا                   | فنلندا                     | نيوزيلندا                  | النرويج                    | شهادات |
| ------------------------------------------------------------------------------------------------ | --- | -------------------------- | -------------------------- | -------------------------- | -------------------------- | -------------------------- | --- |
| 1994/ 2006                                                                                       | لايف! تونايت! سولد أوت!! - تاريخ الإصدار: 15 نوفمبر 1994 - الصيغة: في إتش إس، ليزرديسك - تاريخ الإصدار: 7 نوفمبر 2006 - الصيغة: دي في دي - شركة التسجيل: جيفين | 4                          | 9                          | —                          | 6                          | 6                          | - الولايات المتحدة: 3× بلاتينية - أستراليا: بلاتينية - كندا: 2× بلاتينية - نيوزيلندا: بلاتينية - المملكة المتحدة: 2× بلاتينية |
| 2005                                                                                             | ألبومات كلاسيكية: نيرفانا– نيفرمايند ‏ - تاريخ الإصدار: 22 مارس 2005 - علامة: Eagle Rock Entertainment - صيغة: دي في دي                                         | —                          | 13                         | 3                          | —                          | 3                          | - الولايات المتحدة: بلاتينية - أستراليا: بلاتينية - نيوزيلندا: ذهبية                                                          |
| 2007                                                                                             | إم تي في انبلجد إن نيويورك - تاريخ الإصدار: 20 نوفمبر 2007 - شركة التسجيل: DGC - صيغة: DVD                                                                     | 6                          | 3                          | —                          | —                          | 1                          | - المملكة المتحدة: بلاتينية - أستراليا: بلاتينية - نيوزيلندا: بلاتينية                                                        |
| 2009                                                                                             | لايف آت ريدينغ - تاريخ الإصدار: 2 نوفمبر 2009 - علامة: دي جي سي - صيغة: دي في دي                                                                               | 1                          | 4                          | —                          | —                          | —                          | - أستراليا: بلاتينية - نيوزيلندا: ذهبية                                                                                       |
| 2011                                                                                             | لايف آت باراماونت - تاريخ الإصدار: 27 سبتمبر 2011 - شركة التسجيل: دي جي سي - صيغة: DVD, Blu-ray                                                                | 1                          | 1                          | 4                          | —                          | —                          | - أستراليا: ذهبية |
| 2013                                                                                             | لايف أند لاود - تاريخ الإصدار: 24 سبتمبر 2013 - شركة التسجيل: دي جي سي - الصيغة: دي في دي                                                                      | 1                          | 2                          | —                          | —                          | —                          | |
| "—" تشير إلى الإصدارات الموسيقية التي لم تصل إلى قوائم ترتيب المبيعات أو لم تصدر في تلك المنطقة. | |                            |                            |                            |                            |                            | |

## آخر
| سنة  | أغنية                                             | ألبوم                                                  | تعليقات |
| ---- | ------------------------------------------------- | ------------------------------------------------------ | --- |
| 1988 | "سبانك ثرو"                                       | Sub Pop 200                                            | A re-recording of a song first performed on the 1985 فيكال ماتر demo by members of Nirvana as فيكال ماتر. |
| 1989 | "Mexican Seafood"                                 | Teriyaki Asthma, Vol. 1                                | Later released on Incesticide. |
| 1991 | "Beeswax"                                         | Kill Rock Stars ‏                                       | Later released on Incesticide. |
| 1991 | "دايف"                                            | The Grunge Years                                       | Later released on Incesticide. |
| 1992 | "دو يو لوف مي؟"                                   | Hard to Believe: Kiss Covers Compilation               | Cover of a 1976 كيس song. |
| 1993 | "Return of the Rat"                               | Eight Songs for Greg Sage and The Wipers               | Cover of a 1979 Wipers song. Later released on With the Lights Out. |
| 1993 | "Verse Chorus Verse"                              | No Alternative                                         | Nirvana's contribution to the Red Hot AIDS Benefit Series was an uncredited and a secret track ‏. The song was originally titled "Sappy", but was renamed prior to release on No Alternative. It was later released on With the Lights Out in 2004 as "Sappy" and on the In Utero 20th anniversary deluxe editions as "Sappy" in 2013 . |
| 1993 | "I Hate Myself and Want to Die"                   | The Beavis and Butt-head Experience                    | Recorded during the sessions for In Utero. This version of "I Hate Myself and Want to Die" was included as a B-side on the cancelled "Pennyroyal Tea" single but is different from the version found on With the Lights Out. |
| 1994 | "Pay to Play"                                     | DGC Rarities Vol. 1                                    | This is an early version of "Stay Away" which was a song on Nevermind. "Pay to Play" was later released on With the Lights Out in 2004 and on the Nevermind 20th anniversary deluxe editions in 2011. |
| 1994 | "Here She Comes Now"                              | Heaven & Hell: A Tribute to The Velvet Underground     | Cover of a 1968 ذا فيلفيت أندرغراوند song. Previously released on the split single "Here She Comes Now/Venus in Furs" in 1991, it was later released on With the Lights Out in 2004 and on the Nevermind 20th anniversary deluxe editions in 2011.                                                                                     |
| 1996 | "كام آز يو آر"                                    | Fender 50th Anniversary Guitar Legends                 | Previously released on Nevermind. |
| 1996 | "Radio Friendly Unit Shifter"                     | Home Alive: The Art of Self Defense                    | Live version from a غرونوبل concert in 1994. |
| 1996 | "نيغاتيف كريب"                                    | Hype!                                                  | Previously released on Bleach. |
| 1998 | "Blew", "Love Buzz"                               | The Birth of Alternative Vol. 1                        | Previously released on Bleach. |
| 1998 | "حول فتاة"                                        | The Birth of Alternative Vol. 2                        | Previously released on Bleach. |
| 1999 | "ريب مي"                                          | Saturday Night Live: The Musical Performances Vol. 2   | Live version from an appearance on ساترداي نايت لايف. |
| 2001 | "Smells Like Teen Spirit"                         | Music of the Millennium                                | Previously released on Nevermind. |
| 2005 | "Something in the Way"                            | جارهيد (فيلم) (soundtrack)                             | Previously released on Nevermind. |
| 2010 | "Frances Farmer Will Have Her Revenge on Seattle" | Theme Time Radio Hour Season 3 With Your Host بوب ديلن | Previously released on In Utero. |

## أغاني لم يتم إصدارها
قالت كورتني لوف في شهر مايو من عام 2002 أنه بحوذتها 109 شريط موسيقي غير منشور من عمل زوجها الرحل كيرت كوبين، وبعض هذه الأشرطة تمت بالاشتراك مع أعضاء نيرفانا الآخرين وبعضها الآخر سجلها كوبين دون غيره. صدر العديد من هذه الأغاني، في مجموعة الصندوق ويز ذا لايتس أوت المؤلفة من 61 أغنية عام 2004, with three "freshly unearthed" songs appearing on the compilation Sliver: The Best of the Box in 2005. More unreleased Nirvana tracks were released on the deluxe and super deluxe 20th anniversary editions of the نيفرمايند وإن يوتيرو albums in 2011 and 2013 respectively. Many more unreleased songs are expected to be released on a Kurt Cobain solo album in 2015 that will be compiled by Brett Morgen who previously directed and produced أول فيلم وثائقي رسمي حول كيرت كوبين, كيرت كوبين: مونتاج أوف هيك. Morgen stated that in Cobain's archive he discovered over 200 hours of audio on over 108 cassettes and that he thought the solo album "would be a nice complement to the film".

## وصلات خارجية
- الموقع الرسمي
- Nirvana Live Guide
- نيرفانا لايف